# La Scandaleuse de Berlin
Pour plus de détails, voir Fiche technique et Distribution.

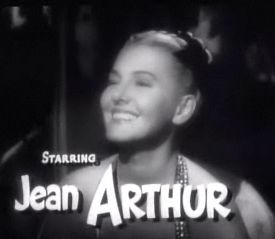

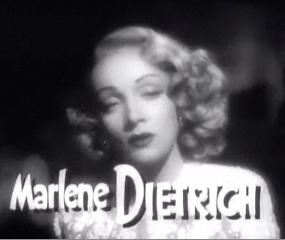

La Scandaleuse de Berlin (A Foreign Affair) est un film américain réalisé par Billy Wilder, sorti en 1948.

## Synopsis
Berlin, 1948. Phoebe Frost (Jean Arthur), chef d'une délégation du Congrès américain, enquête sur le moral des soldats qui occupent la ville. Très vite, elle découvre qu'ils prennent du bon temps et que l'un d'eux a une liaison avec une femme soupçonnée d'être une ancienne nazie. Pour s'éviter des problèmes, le capitaine Pringle (John Lund), l'officier en question, feint de s'éprendre de Phoebe. Celle-ci, candide provinciale de l'Iowa, tombe amoureuse du vil suborneur et ne s'étonne pas de son assiduité à fréquenter un cabaret mal famé, La Lorelei, où chante la femme fatale présumée ancienne nazie, Erika von Schluetow (Marlène Dietrich).
Mais voilà que l'officier se prend au jeu et tombe amoureux de sa compatriote. Il pourrait, à ce moment-là, quitter la sulfureuse Germanique, mais voilà... l'ancien protecteur de celle-ci, un puissant nazi en fuite, Hans Otto Burgel, recherché par les Alliés, est fou de jalousie et veut venir tuer l'infidèle et son amant yankee. Le capitaine Pringle reçoit alors l'ordre de poursuivre sa liaison, même si c'est en brisant le cœur de la gentille Phoebe, jusqu'à ce que le nazi vienne dans la souricière pour se venger.

## Fiche technique
- Titre original : A Foreign Affair
- Titre français : La Scandaleuse de Berlin
- Réalisation : Billy Wilder, assisté de Charles C. Coleman et Gerd Oswald (non crédité)
- Scénario : Billy Wilder, Charles Brackett et Richard L. Breen d'après une histoire de David Shaw
- Adaptation : Robert Harari
- Direction artistique : Hans Dreier et Walter Tyler
- Décorateur de plateau : Sam Comer et Ross Dowd (en)
- Costumes : Edith Head
- Montage : Doane Harrison
- Maquillage : Wally Westmore (superviseur)
- Photographie : Charles B. Lang Jr.
- Musique : Frederick Hollander
- Production : Charles Brackett
- Société de production et de distribution : Paramount Pictures
- Pays d’origine :  États-Unis
- Année : 1948
- Langue originale : anglais, allemand
- Format : noir et blanc – 35 mm – 1,37:1 – mono (Western Electric Recording)
- Genre : comédie dramatique
- Durée : 116 minutes
- Dates de sortie :
  - États-Unis : 20 août 1948
  - France : 22 avril 1949
- Affiches : Boris Grinsson (France)

## Distribution
- Jean Arthur : Phoebe Frost
- Marlene Dietrich (VF : Lita Recio) : Erika von Schlütov
- John Lund : Capitaine John Pringle
- Millard Mitchell : Colonel Rufus Plummer
- William Murphy : Joe
- Charles Meredith : Yandell
- Gordon Jones : policier militaire
- Frederick Hollander : le pianiste qui accompagne Erika von Schluetow
- Richard Ryen (non crédité) : Meyer
- Stanley Prager (en) : Mike
- Peter von Zerneck : Hans Otto Birgel
- Raymond Bond : Pennecot
- Boyd Davis : Giffin
- Robert Malcolm : Kramer

## Tournage
En 1945, Billy Wilder est en Europe pour y chercher sa famille (il découvre qu'elle a disparu dans les camps), avec également une commande de l'armée américaine, qui veut que Wilder tourne un film sur les camps de la mort nazis, afin d'éviter tout négationnisme dans les années à venir. Billy Wilder réalise Death Mills, qu'il montre à la population allemande, souhaitant son avis à la sortie de la projection. Celle-ci refuse et sort avant la fin du court-métrage. Comprenant alors que le peuple allemand est épuisé par des années de guerre et doit en plus se débrouiller pour vivre dans un pays en ruine, Wilder s'oriente vers la comédie pour faire passer son message : ça sera, entre autres films, la Scandaleuse de Berlin.
Pendant l'été 1947, Billy Wilder se rend à Berlin avec une équipe de tournage restreinte, pour des prises de vue extérieures de la ville en ruine et en reconstruction après la Seconde Guerre mondiale. Ces images, intégrées au long-métrage, peuvent donner l'impression que le film a été entièrement tourné à Berlin, ce qui n'est pas le cas.
Marlene Dietrich rejoint Hollywood pour le tournage du film à la fin de l'année 1947. Selon sa fille, c'est par besoin d'argent qu'elle accepte de jouer une ancienne nazie proche du Führer, rôle qui lui répugne. L'actrice a déjà refusé le rôle principal du film de Marcel Carné Les Portes de la nuit en 1946, arguant qu'elle ne veut pas jouer la femme d'un collaborateur. Seule la confiance qu'elle a en Wilder, d'origine allemande comme elle, peut la convaincre de tourner, avec en plus la présence de Friedrich Hollander, parolier des chansons de L'Ange bleu, au piano. D'après Homer Dickens, Wilder fait procéder à des essais à la comédienne June Havoc, essais qu'il montre ensuite à Dietrich pour achever de la convaincre que le rôle est fait pour elle. Trois morceaux de musique sont composés par Hollander pour le film, et interprétés par Marlene : Black Market, Illusions, et Ruins of Berlin. « Les chansons de A Foreign Affair suffisent à elles seules à évoquer un pan d'histoire en ruines. »
Sa costumière Edith Head recrée pour elle la robe en paillettes dorées qu'elle portait lors de ses tours de chant sur les fronts occidentaux en 1944 et 1945. Head déclare d'ailleurs à l'époque : « On ne fait pas de robe pour Dietrich, on les crée pour elle. »
Pour Marlene, ses partenaires principaux ne sont pas intéressants : John Lund est « un morceau de bois pétrifié » et Jean Arthur « laide, laide, avec un accent américain atroce. » Malgré tout, d'après Maria Riva, le tournage se passe sans anicroche
.

Billy Wilder parle ainsi du film : 

« Je considère La Scandaleuse de Berlin comme un de mes films les plus réussis. Le casting était efficace. J'avais une nouvelle vedette masculine, John Lund, que je trouvais très bon. Jean Arthur était la vedette féminine, n'est-ce pas ? Elle et Marlene, évidemment. Jean Arthur ne s'entendait pas du tout avec moi. Elle était accompagnée de son mari. Un jour, pendant le tournage, ils sont venus chez moi à minuit. On frappe à la porte, je me réveille et Jean Arthur est là avec son mari, et il me dit : "Ma femme m'apprend quelque chose de très désagréable." Je lui demande : "Qu'est-ce que c'est, qu'est-ce qui s'est passé ?" Il me dit : "Il y avait un gros plan d'elle où elle était absolument magnifique, formidable, et quand je suis venu la chercher au studio nous avons demandé à voir les rushes et le gros plan avait disparu. Nous ne pouvons qu'en conclure que vous favorisez mademoiselle Dietrich." Je lui ai répondu : "Penser que je détruirais quelque chose est de la pure folie." »

## Analyse
Moins léger que son résumé pourrait le laisser croire, le film est l'un des rares à décrire la vie quotidienne dans les ruines de l'Allemagne à la fin des années 1940, rasée par les bombardements. La Scandaleuse... est en effet en partie tourné dans les ruines de Berlin. « Qui d'autre que Wilder aurait eu l'audace de choisir une ville martyre comme décor pour une comédie ? »
La verve satirique de Billy Wilder n'épargne pas la « bien-pensance » américaine incarnée par la candide députée Phoebe Frost, totalement déconnectée des réalités d'une ville en ruines où les femmes se vendent pour quelques barres de chocolat.
À sa façon, cette comédie remet en question toute une politique et des thèmes de la propagande américaine alors acceptés, en particulier les programmes de dénazification sur lesquels les politiciens américains de l'époque prétendent fonder de grands espoirs. Une des scènes d'ouverture (aussi jubilatoire qu'iconoclaste) montre la « rééducation » d'adolescents allemands, ex-membres de la Jeunesse hitlérienne, par des moniteurs américains (d'athlétiques policiers militaires de la MP) qui essaient de leur inculquer des notions de démocratie en leur apprenant le baseball et qui les réprimandent sévèrement car ils acceptent sans les contester les décisions de l'arbitre !
Un parallèle peut être fait entre ce film et Ninotchka, d'Ernst Lubitsch, déjà scénarisé par Wilder et Brackett, dans lequel on retrouve un triangle amoureux, mais dans l'URSS stalinienne, une décennie plus tôt.

### Particularités du rôle de Marlene Dietrich
Trois éléments de ce film font particulièrement échos à la vie personnelle de l'actrice.
Elle joue dans ce film le rôle d'une chanteuse de cabaret (Le Lorelei), comme dans L'Ange bleu dix-huit ans plus tôt, rôle qui lança sa carrière internationale. 
Elle interprète ici des chansons devant des soldats américains, ce qu'elle fit réellement à la fin de la Seconde Guerre mondiale, lui permettant d'obtenir le 18 novembre 1947, alors qu'elle tourne La Scandaleuse de Berlin, la médaille de la Liberté. Une des tenues portées par l'actrice est d'ailleurs une reprise du modèle Irene, créé par Edith Head pendant la guerre pour son tour de chant. 
Elle joue le rôle d'une ancienne nazie, proche d'Hitler, elle qui n'a jamais rencontré le Führer et qui a toujours refusé les appels lancés par la propagande nazie, allant en 1939 jusqu'à obtenir la nationalité américaine (demandée en 1935) pour montrer son opposition au national socialisme. 
Pour Jean Pavans, ce film n'eût pas été le même avec une autre actrice que Marlene Dietrich.

## Critiques
D'après Maria Riva, fille de Marlene Dietrich, « la première de Foreign Affair recueillit des critiques dithyrambiques. »
Pour Guy Bellinger, « les critiques comme le public passèrent sans la voir, cette pourtant remarquable Scandaleuse de Berlin. »
Néanmoins, en 1948, le magazine américain Life parle du film en ces termes : « Chanteuse de boîte de nuit, Marlene Dietrich retrouve le rôle de séductrice qu'elle incarna, il y a 18 ans, dans l'Ange Bleu ; elle est la sirène sans cœur qui pousse les hommes vers la déchéance sans cesser de chanter. »
De son côté, Henry Hart, dans le National Board of Review Magazine, écrit : « Pour un être aussi diaphane, un corps aussi bien proportionné et pour un visage aussi charmant, presque tous les scénarios sont valables. Les quinze années qu'elle a vécues à Hollywood n'ont nullement entamé son extraordinaire capital de charme. Marlene demeure l'incarnation la plus convaincante de la femme fatale qui hante les nuits des hommes . »

Et Guy Bellinger ajoute : 

« Marlene Dietrich, toujours somptueuse, s'amuse à jouer les nazies planquées tandis que Jean Arthur, américaine Ninotchka, emporte l'adhésion, en députée puritaine s'ouvrant à la sensualité. »

## Box office
France : 1 647 750 entrées

## Postérité
En 2019, l'historien français Jean-Paul Bled consacre une biographie à Marlene Dietrich, qu'il sous-titre, la scandaleuse de Berlin.